# 콰냐마어
콰냐마어(콰냐마어: Oshikwanyama)는 남아프리카 나미비아와 앙골라에서 사용되는 언어이다. 콰냐마어는 반투어군에 속해있으며, 성조가 존재한다. 이 언어는 오밤보어의 표준화된 방언이며, 다른 표준화된 오밤보어 방언 중 하나인 은동가어와 상호 의사소통이 가능하다.

## 발음

### 자음
|        |        | 입술소리 | 치음 | 혓바닥소리 | 연구개음 | 성문음 |
| ------ | ------ | -------- | ---- | ---------- | -------- | ------ |
| 파열음 | 무성음 | p        | t~t̪  | tʃ         | k        |        |
| 파열음 | 유성음 | b        | d~d̪  | dʒ         |          |        |
| 파열음 | 비음   | ᵐb       | ⁿd   | ⁿdʒ        | ᵑɡ       |        |
| 파찰음 | 무성음 | f        | (s)  | ʃ          | x        | h      |
| 파찰음 | 유성음 | v        |      |            |          |        |
| 비음   | 유성음 | m        | n    | ɲ          |          |        |
| 비음   | 무성음 | m̥        | n̥    | ɲ̊          | ŋ̊        |        |
| 접근음 | 접근음 | w        | l    | j          |          |        |

### 모음
|        | 전설 | 후설 |
| ------ | ---- | ---- |
| 고모음 | i    | u    |
| 중모음 | e    | o    |
| 저모음 | a    | a    |

### 성조
콰냐마어에는 높은 성조와 낮은 성조로 이루어진 2개의 성조가 존재한다.